# Фредерік Баллантайн
Сер Фредерік Натанієль Баллантайн (англ. Frederick Nathaniel Ballantyne; 5 липня 1936 — 23 січня 2020) — генерал-губернатор Сент-Вінсент і Гренадин з 2 вересня 2002 року.

## Біографія
Народився 5 липня 1936 року у місті Лею на острові Сент-Вінсент. Був єдиною дитиною в сім'ї. Батько був власником невеликого готелю. Фредерік Баллантайн вивчав медицину у США. Повернувшись у 1971 році на батьківщину став головним лікарем новозбудованої Головної лікарні Кінгстауна. У 1985—1992 роках головним лікарем Сент-Вінсенту та Гренадин. Після виходу на пенсію продовжував займатися медициною як консультант. Також він очолював банк Millennium Bank, офшорний банк, зареєстрований у Сент-Вінсенті, а також був президент фармацевтичної компанії Dimethaid International Inc., зареєстрованої на Барбадосі. Він також був засновником International Business Services Limited (IBS), постачальника фінансових послуг, яким зараз керує його син, Маркус, та співвласником Young Island Resort, туристичного курорту на невеликому острові на південь від Сент-Вінсенту.
2 вересня 2002 року Фредерік Баллантайн призначений генерал-губернатором Сент-Вінсент і Гренадин. Він замінив даму Моніку Дейкон, яка виконувала обов'язки генерал-губернатора після смерті сера Чарльза Антробуса в червні 2002 року. Згодом у 2002 році став лицарем Великого Хреста Ордена Святого Михайла і Святого Георгія. У червні 2009 року Баллантайн отримав ступінь доктора наук в Університеті Вест-Індії.